# Vegetativ formering
Vegetativ formering er fællesbetegnelsen for processer, hvor der etableres nye planteindivider ukønnet, dvs at de er genetisk identiske med deres ophav (moderplanten). Udtrykket bruges særligt om en lang række af de metoder, man bruger i forbindelse med dyrkning af kulturplanter. Ved brug af disse metoder overføres moderplantens arvelige egenskaber uændre til ungplanterne. Dette står i modsætning til frøformering, hvor der indgår genetisk materiale fra to individer, eller som minimum (ved selvbestøvning) en ny sammensætning af generne fra moderplanten.
Der kan være flere hensigter med at bruge vegetativ formering:
- Bevarelse af bestemte, arvelige egenskaber
- Omgåelse af problemer ved frøformering
- Forenkling af arbejdsgangen

De menneskekontrollerede metoder er beskrevet nedenfor. Vegetativ formering foregår i vid udstrækning i naturen - fx ved hjælp af yngleknopper, eller blot ved naturlige varianter af aflægning og deling.

## Vegetative formeringsmetoder

### Stiklingeformering
Ved denne metode bruger man et lille stykke af skuddet, og det er endda muligt at bruge blade og rødder som stiklinger. Stiklingerne sættes i en specielt forberedt jord og bliver ofte dækket med mælkehvid plasticfolie. I løbet af nogle få uger danner stiklingerne rødder fra knopanlæg eller fra snitfladen. På det tidspunkt kan de plantes ud på større afstand, så de får mere lys og kraftigere vækst.
Følgende planter (blandt mange andre) bliver oftest formeret ud fra urteagtige stiklinger: Ægte Lavendel, Storfrugtet Blåbær, bunddækkeroser, Ædel-Cypres og Flerårig Brudeslør.
Følgende planter bliver (som så mange andre) for det meste formeret ved hjælp af træagtige stiklinger: Bånd-Pil, Vestamerikansk Balsampoppel, Solbær, Hvid Kornel og Have-Forsythia.

### Deling
Den enkleste formering består i, at man simpelt hen deler moderplanten i et antal levedygtige stykker. Metoden bruges mest udpræget i forbindelse med formering af stauder og ofte endda med arter, det ville være lige så let at formere ved hjælp af såning. Nogle eksempler er: Regnbue-Svingel, Almindelig Engelsød, Almindelig Trædepude, Høst-Floks og Gul Bambus.

### Aflægning
Visse arter danner helt af sig selv aflæggere, dvs. over- eller underjordiske udløbere, som sætter nye planter med både blade og rødder. Andre arter kan man få til at gøre det samme, når man lægger iltrig, fugtig jord op omkring deres rodhals. Eksempler på planter, der ofte bliver formeret ved aflæggere: Æblegrundstammer, Guldjordbær, Krybende Fredløs, Krybende Læbeløs, kartofler og Storfrugtet Hassel.

### Podning
Podning består i at tvinge en levedygtig del af moderplanten til at vokse sammen med en grundstamme, som leverer roden. Der er udviklet et væld af mere eller mindre spidsfindige metoder: Når man nøjes med at sætte en knop (et "øje") fra moderplanten fast under barken på grundstammen, kaldes det okulation. Når man skærer lidt mere af veddet under knoppen med, kaldes metoden chip-budding, og når man sætter et helt grenstykke på grundstammen, kaldes der kopulation. Eksempler på podede planter kunne være: 'Filippa'-æble, Velduftende Snebolle, Japansk Kirsebær, Almindelig Træpæon og Citrontræ.

### Meristemformering
Den vegetative formering kan principielt set bruge enhver del af planten som grundlag for dyrkning. Man kan bruge en lille bid af plantens vækstpunkt. Den lille klump delingsdygtige celler behandles med skiftende blandinger af sukker, plantehormoner og gødningsstoffer, indtil de har dannet rødder, skud og blade. Derefter bliver klumpen delt i så mange planter, som muligt, og de bliver dyrket videre ganske som alle andre planter. Et eksempel på planter, der formeres på denne måde er Have-Jordbær.

## Ulemper ved vegetativ formering
Ulemperne består for det første i, at metoderne som regel kræver et større forbrug af arbejdskraft, og vel at mærke en højtuddannet og veltrænet arbejdskraft. Det er altså dyrt at bruge vegetative formeringsmetoder, hvis firmaet ikke lige netop er specialiseret i de anvendte fremgangsmåder.
For det andet ligger der en truende ulempe i at formere igen og igen på planter med identiske arveanlæg, for hvis der opstår en sygdom, som kan angribe planterne, vil den uundgåeligt angribe dem alle. Det er netop én af den kønnede formerings fordele, at den "skyder med spredhagl", sådan at der næsten altid vil være overlevere, som kan bringe arten videre trods alvorlige sygdomme og angreb af skadedyr.